# Christian Ludwig Ideler
Pour les articles homonymes, voir Ideler.
Christian Ludwig Ideler, né le 21 septembre 1766 à Perleberg et mort le 10 août 1846 à Berlin, est un astronome et chronologiste prussien.

## Biographie
Après avoir occupé divers postes officiels sous le gouvernement du royaume de Prusse, Christian Ludwig Ideler est devenu professeur à l'Université de Berlin en 1821. De 1816 à 1822, il fut le précepteur des jeunes princes William Frédéric et Charles.
Il a consacré sa vie principalement à l'examen des anciens systèmes de chronologie. En 1825-1826, il a publié son grand ouvrage, Handbuch der technischen mathematischen und Chronologie (en 2 volumes, vol. 1, 1825, et vol. 2, 1826, avec une 2e éd., 1883), ainsi qu’une version condensée sous forme d’un Lehrbuch der Chronologie (1831), ouvrages suivis d’un volume supplémentaire, Die Zeitrechnung der Chinesen, paru en 1839.
En 1839, il devint membre étranger de l'Académie des sciences à l'Institut de France.
En 1841, Christian Ludwig Ideler et Jean-Antoine Letronne rédigèrent un ouvrage sur les travaux d'Eudoxe de Cnide.
Il a publié des manuels en langues française et anglaise. Son fils, Julius Ludwig Ideler (1809-1842), philologue et naturaliste, publie sa thèse en 1832 : Meteorologia Veterum Graecorum et Romanorum — Prolegomena ad novam Meteorologicorum Aristotelis — Editionem adornandam.
L'Union astronomique internationale a donné son nom Ideler à un cratère lunaire.